# Conscience planétaire

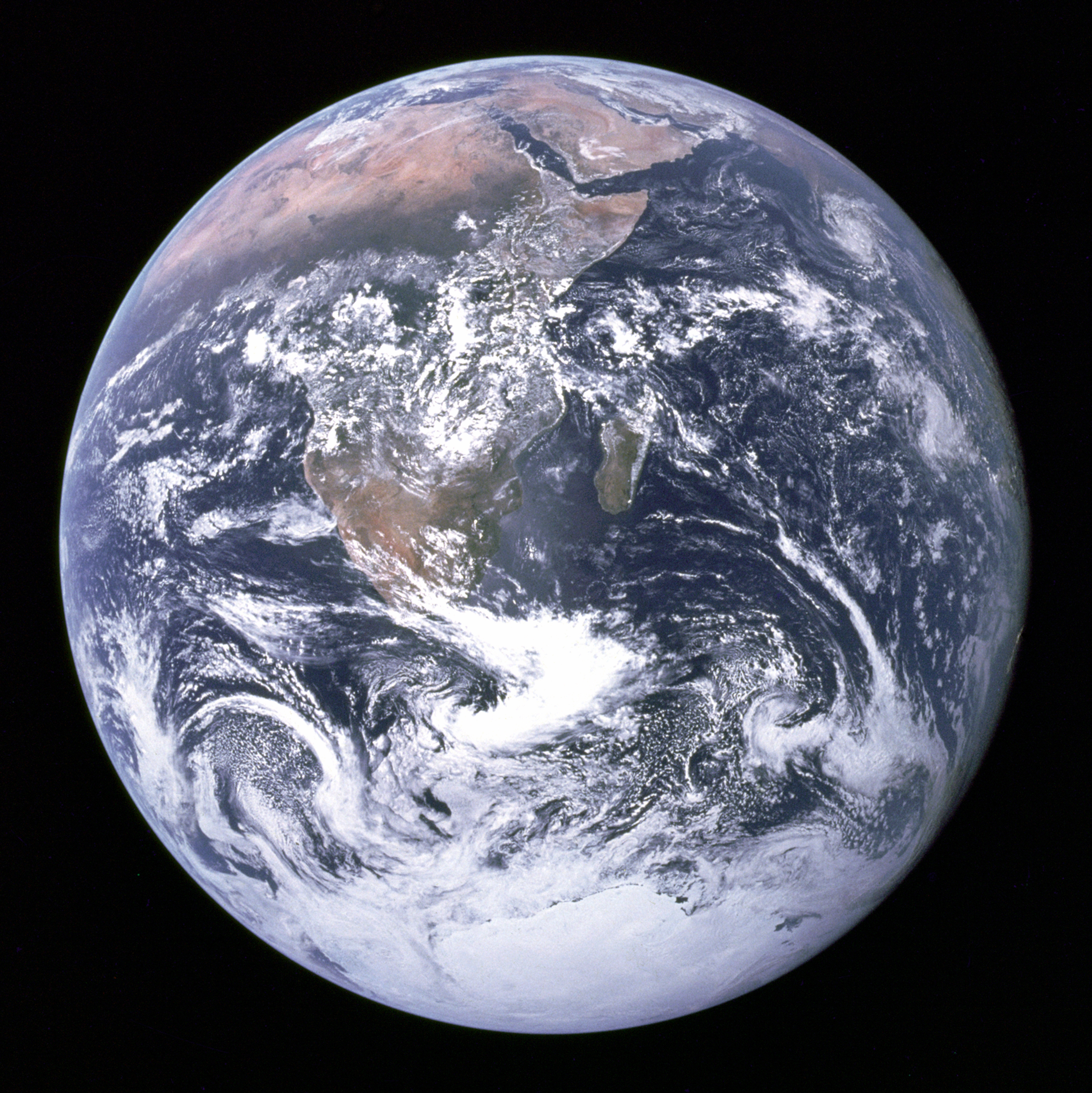
La Terre vue depuis l'Espace (mission Apollo 17).

La conscience planétaire est l'idée que les êtres humains sont membres d'une société planétaire : la Terre, tout autant qu'ils sont membres de leurs nations, provinces, districts, îles, villes ou villages. 

## Histoire
Dans son livre de 1906, American Character, l'auteur Brander Matthews mentionne l'idée d'une « ligue des nations » et d'une « conscience planétaire », estimant qu'elle serait créée par des politiciens américains dans les siècles à venir. 
Les événements clés de la conscience planétaire du 20e siècle incluent la création de la Société des Nations, la signature du pacte Briand-Kellogg, la création des Nations Unies et le système de Bretton Woods. 
Abhay Kumar, avocat de la mondialisation démocratique,cite l'élection du conseil d'administration de l'ICANN (Internet Corporation for Assigned Names and Numbers) en 2000, qui s'est déroulée dans le monde entier et constitue le premier exemple de démocratie mondiale. 
En septembre 2001, Ervin László et le Dalaï-lama ont rédigé un essai intitulé « Manifeste sur la conscience planétaire », qui a été adopté lors d'une réunion à l'Académie hongroise des sciences à Budapest (Hongrie). Son introduction commence de la manière suivante : 
| “ | À la fin du XXe siècle, nous avons atteint un tournant crucial de notre histoire. Nous sommes au seuil d'une nouvelle étape d'évolution sociale, spirituelle et culturelle, étape aussi différente de celle des décennies précédentes que les prairies provenaient des grottes et les villages établis de la vie en tribus nomades. Nous sortons des sociétés industrielles nationales créées à l'aube de la première révolution industrielle pour nous diriger vers un système social, économique et culturel interconnecté, basé sur l'information, qui chevauche le monde. | ” |

Andreas Bummel, PDG du Comité pour une ONU démocratique, a déclaré : « La première étape dans la direction d'un parlement mondial serait la création d'une Assemblée parlementaire aux Nations unies ». 

## Concept
Le plaidoyer en faveur de l'idée de conscience planétaire est basé sur les progrès technologiques réalisés par l'humanité dans les domaines des transports et des télécommunications au cours du 20e siècle et de la première décennie du 21e siècle. 
Abhay Kumar affirme que ces progrès technologiques ont transformé toute la planète en une communauté économique, politique et de communication interdépendante. Il cite en particulier l'invention d'Internet et des téléphones mobiles comme des réalisations technologiques clés du XXe siècle qui ont amené l'homme à une communication interconnectée plus continue. 
Il pense que ces inventions mèneront à une seconde renaissance et à une démocratie globale, tout comme la presse Gutenberg en 1439 conduisit à la première Renaissance, le siècle des Lumières et des États-nations. 
Andreas Bummel décrit la conscience planétaire comme intégrale, dans la mesure où elle n'entre pas en conflit avec d'autres niveaux d'identité sociale, mais constitue plutôt une perspective holistique de l'humanité et de la planète dans son ensemble. 
Steven Kull écrit que, si les États-nations hésitent à travailler en coopération, les individus semblent plus disposés à le faire. 